# Kostiantyn Furman
Kostiantyn Wałentynowycz Furman (ukr. Костянтин Валентинович Фурман; ros. Константин Валентинович Фурман, Konstantin Walentinowicz Furman; ur. 13 kwietnia 1976 w Winnicy) – ukraiński koszykarz, występujący na pozycjach skrzydłowego oraz środkowego, po zakończeniu kariery zawodniczej trener koszykarski.

## Osiągnięcia
Drużynowe
- Brązowy medalista mistrzostw Polski (2002)

Indywidualne
- Uczestnik meczu gwiazd PLK (2003)[1]
- Lider PLK w skuteczności rzutów za 3 punkty (2003)[2]